# Mecosaspis chrysogaster
Mecosaspis chrysogaster là một loài bọ cánh cứng trong họ Cerambycidae.